# P16.D4
P16.D4（ドイツ語読みでは「ピー・ゼヒツェン・ディー・フィア」）は、主に1980年から1988年にかけて活動したドイツのエレクトロニック・ノイズ・ミュージック集団。P16.D4は、テープ・カットアップ、ミュージック・コンクレート、過去に発表されたマテリアルの無限のリサイクルと変換、そして、DDAA、ヴォルテックス・キャンペーン、ナース・ウィズ・ウーンド、メルツバウなどの志を同じくするアーティストたちとの遠距離コラボレーションといったものを数多く取り入れた。国際的なインダストリアル・テープ・シーンへ積極的に参加したことで、ナース・ウィズ・ウーンド、ノクターナル・エミッションズ、ディー・テートリッヒェ・ドーリス、ザ・ヘイターズなどのバンドが元となる素材を提供したリリース作『Distruct』といったコラボレーション作品が生まれた。最も長期にわたるコラボレーションは、インスタレーションおよびコンセプチュアル・アーティストのアヒム・ヴォルシャイト（Achim Wollscheid）となされたもので、彼は「SBOTHI」という名義で録音したLPのベースとしてP16.D4のサウンドを使用した。グループの唯一の常連メンバーであるラルフ・ウィハウスキー (Ralf Wehowsky)は、後にRLWという別名義にてソロ作品をリリースした。
P16.D4のメンバーは、音響と視覚芸術に携わる人々による集団である「ゼレクツィオン (Selektion)」にも関わっていた。ゼレクツィオンは、LP、CD、書籍、視覚芸術、デザインなどを出版していた。

## メンバー
- ラルフ・ウィハウスキー (Ralf Wehowsky)
- エワルド・ウェーバー (Ewald Weber)
- ロジャー・シェーナウアー (Roger Schönauer)
- ステファン・E・シュミット (Stefan E. Schmidt)
- アヒム・ゼパンスキー (Achim Szepanski)
- ゲルト・ポッペ (Gerd Poppe)

## ディスコグラフィ

### アルバム
- V.R.N.L. (1981年、Selektion)
- Wer Nicht Arbeiten Will Soll Auch Nicht Essen! (1982年、Selektion)
- Kühe In 1/2 Trauer (1984年、Selektion)
- Distruct (1984年、Selektion)
- Nichts Niemand Nirgends Nie! (1986年、Selektion) ※Swimming Behavior Of The Human Infantとのカップリング盤
- Acrid Acme (Of) P16.D4 (1989年、Selektion)

### EP
- Fifty (1990年、RRRecords) ※with メルツバウ

### コンピレーション・アルバム
- Masse Mensch (1982年、Selektion) ※Laughing Hands、ナース・ウィズ・ウーンド、ザ・ワーク、スメグマ、DDAAの音源を含む
- Tionchor (1987年、Selektion)
- Bruitiste (1988年、RRRecords) ※Étant Donnés、Esplendor Geométrico、Vivenzaの音源を含む
- Three Projects (Bruitiste - Captured Music - Fifty) (1993年、RRRecords)
- Passagen (2012年、Monotype) ※6CD+1DVDボックスセット